# Rastovac (Czarnogóra)
Rastovac (cyr. Растовац) – wieś w Czarnogórze, w gminie Nikšić. W 2011 roku liczyła 1550 mieszkańców.